# Erpigny
Erpigny est un hameau belge de la commune d'Érezée située en province de Luxembourg.
Avant la fusion des communes de 1977, Erpigny faisait déjà partie de la commune d'Érezée.

## Situation
Ce hameau ardennais se trouve à 1,5 km au sud d'Érezée sur une colline. Il avoisine le hameau de Hazeilles.

## Fief aux Oiseaux
Erpigny possède un château bâti à la fin du XVIIe siècle par Henri de Martini pour le comté de Durbuy, dépendance du comté de Luxembourg. Il s'appelle le Fief aux Oiseaux car les oiseaux de proie (éperviers, etc.) utilisés pour la grande vénerie (sorte de chasse à courre) étaient élevés dans ce château qui était aussi un lieu de gruerie, sorte de tribunal des litiges en milieu forestier,. Le château construit en moellons de grès et pierres de taille est flanqué de tourelles. Il ne se visite pas.